# Вайберн (Верхняя Австрия)
Вайберн (нем. Weibern (Oberösterreich)) — коммуна (нем. Gemeinde) в Австрии, в федеральной земле Верхняя Австрия. 
Входит в состав округа Грискирхен.  Население составляет 1611 человек (на 31 декабря 2005 года). Занимает площадь 18 км². Официальный код  —  40833.

## Политическая ситуация
Бургомистр коммуны — Герхард Брукмюллер (АНП) по результатам выборов 2003 года.
Совет представителей коммуны (нем. Gemeinderat) состоит из 19 мест.
- АНП занимает 13 мест.
- СДПА занимает 5 мест.
- АПС занимает 1 место.